# Aglaojoppa vana
Aglaojoppa vana är en stekelart som beskrevs av Heinrich 1968. Aglaojoppa vana ingår i släktet Aglaojoppa och familjen brokparasitsteklar. Inga underarter finns listade i Catalogue of Life.